# Docalidia morosa
Docalidia morosa är en insektsart som beskrevs av Nielson 1990. Docalidia morosa ingår i släktet Docalidia och familjen dvärgstritar. Inga underarter finns listade i Catalogue of Life.